# Ñanchoc (sitio arqueológico)
Ñanchoc es un sitio arqueológico situado en el valle del Alto Zaña, Cajamarca, en el norte del Perú. Allí se hallaron las evidencias de un poblado del periodo arcaico temprano, cuyos habitantes serían los primeros horticultores (agricultores incipientes) de América, con una antigüedad de unos 8.000 a. C., obtenido de las pruebas radiocarbónicas a las que fueron sometidas semillas de una especie cultivada en esa remota época: la calabaza moschata o zapallo loche.[cita requerida]
Los nanchoc fueron uno de los primeros pobladores del norte del país que se dedicaron a la horticultura razón por la cual son considerados los primeros descubridores de la actividad agrícola, lo cual es significativo para la identidad de los cajamarquinos

## Ubicación
Se halla en el distrito de Nanchoc de la provincia de San Miguel del departamento de Cajamarca, a unos 500 m s. n. m., en una zona de quebradas, adyacente al poblado de Nanchoc. 
Situada cerca de los límites de los departamentos de Lambayeque y La Libertad, en las laderas occidentales de los Andes del Norte peruano, pertenece a una región de bosques húmedos que se extienden desde la sierra hasta las cercanías de la costa.

## Estudios
La zona del alto valle del Zaña fue estudiada desde 1977 por el arqueólogo y antropólogo Tom Dillehay, de la Universidad de Vanderbilt, quien luego de investigar en varios sitios precerámicos, en el 2007 dio a conocer a la comunidad científica el descubrimiento del hombre de Nanchoc, el primer horticultor del Perú y de América en general, y entre los más antiguos del mundo.

## Hallazgos
Se detectó la existencia de alrededor de 80 sitios del Arcaico o Precerámico en las quebradas de Nanchoc. Son estaciones al aire libre, con evidencias de chozas o viviendas son de planta elíptica de 2 a 2.3 m de largo, con cimientos de adobe y piedra, y con paredes de quincha. Las evidencias de surcos entre las viviendas indicaría la presencia de terrenos cultivados. Las chozas rodean a dos montículos artificiales (ubicados en el actual cementerio de Nanchoc), probablemente restos de recintos públicos donde la población se reunía.
La industria lítica consiste en lascas trabajadas en una sola cara, con huellas de haber sido usadas en el procesamiento de plantas y de madera. Se la ha denominado Tradición Lítica Nanchoc, en su fase Las Pircas, de 6500 a 5000 a. C. No se hallaron puntas bifaciales, por lo que las muestras líticas son modestas, comparadas con otras tradiciones. También se encontró piedras para moler, sin duda usadas para el procesamiento de los vegetales.
Los restos de plantas halladas son de calabaza moschata (denominada también zapallo loche), maní, ciruela de fraile y tubérculos, y posiblemente quinua y yuca. En cuanto a animales, se hallaron resto de cérvidos, zorros, jaguarundis (felino), cañanes (lagartijas), serpientes, perdices y roedores pequeños. La presencia de conchas marinas evidenciaría contactos con la costa.

## El primer horticultor de América
Las pruebas radiocarbónicas a las que fueron sometidas las semillas de calabazas de dos sitios arrojaron una antigüedad de 8333 a. C. y 6676 a. C., respectivamente; las de maní, alrededor de 6494 a. C.; y las fibras de algodón, alrededor de 4163 a. C. (fechas calibradas).
El arqueólogo Peter Kaulicke  respaldó este hallazgo, confirmando la datación, como él mismo lo ha explicado: «Para tomarse en cuenta [estos hallazgos] deben existir evidencias de pozos viviendas u otros elementos culturales. Y en el caso del Alto Zaña se dan estas condiciones. No se trata de una sola planta, sino de varias y en diferentes sitios con una buena cantidad de fechados que son consistentes.»
Hay que señalar que esta actividad horticultora era solo secundaria, en el contexto de la actividad cazadora-recolectora del hombre de ese tiempo. La difusión de las técnicas agrícolas y las distintas especies domesticadas fue un proceso lento y gradual, hasta que luego de varios milenios se llegaría  finalmente a la etapa de la alta agricultura. De todos modos, la horticultura marcó el inicio de un cambio drástico en la forma de vida del hombre, pues implicaba el sedentarismo y todo lo que ello conlleva, lo que constituyó el germen de la organización política.

## La Quebrada de Nanchoc y el inicio del cultivo de algunos alimentos
La mejor evidencia arqueológica para el comienzo del cultivo inicial de primitivos alimentos en vías de domesticación o domesticadas para un modo de vida sedentaria, que juntaba
la recolección de algunos productos silvestres con el cultivo inicial de primitivos alimentos domesticados o en vías de domesticación, se encuentra en las laderas occidentales andinas en la Quebrada Nanchoc. Al final del Pleistoceno y al comienzo del Holoceno este pequeño valle lateral de distintas zonas de recursos en relación vertical eran atractivos para los cazadores/recolectores.
En la parte más baja, la vegetación original era un bosque espinoso ralo con pasto y yerbas estacionales que pasaba a un bosque seco más tupido con plantas de raíces comestibles
como el camote silvestre, y hierbas con semillas parecidos a la quinoa silvestre. El final del valle remataba en un contrafuerte alto que estaba cubierto con un bosque montano semi-seco y húmedo. En la experiencia de los arqueólogos, el bosque seco tiene mayores recursos recolectables en la forma de semillas y raíces comestibles que se conservaban bajo la tierra hasta recogerlas. También este valle tenía manantiales en las cabeceras de algunas de las quebradas laterales que proporcionaron agua a los primeros intentos de horticultura. En la Quebrada Nanchoc el proceso de adopción de cultivos fue paulatino, en la cual persistía esta ocupación de recolección y horticultura incipiente durante unos cuatro milenios hasta aproximadamente los 6000 años a. C.
Este periodo tan largo fue dividido en cuatro etapas: 
La Fase El Palto Temprano (13.800-11.500 AP): En la Quebrada Nanchoc durante la Fase El Palto Temprano, que lleva el nombre de la quebrada donde se ubicó un sitio
temprano cuya fecha remonta a 13.800 años AP, la primera en una estratigrafía cronológica que termina con la cerámica. La población humana de La Fase El Palto Temprano (~11.500 –
10.000 AP) era formada de cazadores /recolectores móviles capaces de desplazarse largas distancias para aprovechar recursos de disponibilidad estacional. No parecen haber tenido
campamentos de base fija. No eran sedentarios.
La Fase El Palto Tardío (11.500-10.000 AP): Nombrado por el cerro local que lleva este nombre, se reporta un patrón de movimientos programados, posiblemente estacionales, entre localidades de la sierra baja y la costa, donde diferentes recursos vegetales y marinos estaban disponibles durante todo el año o durante distintas épocas del año (Dillehay et al. 2004, 2007; Dillehay 2011). Elementos arqueológicos que sugieren estos cambios son: las variaciones regionales y locales en la distribución de las puntas de proyectil de piedra, con fechas radiocarbónicas entre 11.000 y 9.000 AP, el uso de viviendas construidas con bases de piedras alineadas, y la utilización de materia prima lítica de procedencia local, todos los cuales sugieren una reducción en el tamaño de los territorios aprovechados durante este periodo. Los patrones alimenticios indican una recolección de recursos locales o territoriales, y tal vez una vida semisedentario. Hacia el final de la Fase El Palto, en la Quebrada Nanchoc, los recolectores y cazadores Paiján cultivaban un tipo de zapallo, (sp.), posiblemente domesticada o en vías de domesticación, con fecha de (10.300 a. C.).
La Fase Las Pircas (10.000-7800 AP): Esto inició el proceso de cambio socioeconómico que representa la adopción de la horticultura de manera cabal. Esto se ve en los asentamientos entre el final de la parte inicial de la Fase Las Pircas y el final de la Fase Tierras Blancas, es decir el Periodo Precerámico Medio. No parece haber impactado mayormente en la Quebrada de Nanchoc el periodo más cálido y seco del Holoceno Temprano (Rossen 2011).
La evidencia arqueológica sugiere que, al inicio, los grupos Las Pircas tal vez fueran trashumantes entre la costa y la sierra, lo que generó un registro arqueológico caracterizado por artefactos líticos y fogones dispersos. Más tarde, estas poblaciones redujeron su movilidad. Se concentraron y establecieron campamentos semipermanentes en los bordes de las zonas ecológicas de las laderas andinas, cerca de fuentes de agua activas. Algunos pobladores Pircas se ubican sobre cerros más próximos al mar, como la Quebrada los Batanes.
En esa época construyeron estructuras de planta circular en agrupaciones dispersas y caracterizadas por artefactos líticos de gran a mediano tamaño. Esto sugiere repetidas ocupaciones estacionales en los mismos lugares y son algunas de las estructuras más tempranas en Perú.
La Fase Tierra Blanca (7800-5000 AP): En el milenio entre 7000 y 6000 AP dentro de la Fase Tierra Blanca, la horticultura intensiva fue posible en la Quebrada de Nanchoc a causa de la creación de un nicho artificial de condiciones favorables dentro del bosque seco mediante pequeñas huertas limpias regadas por canales cortas. Aquí los tempranos cultivadores y recolectores inventaron o mejoraron una serie de tecnologías: las piedras de moler (presentes desde la fase anterior), los almacenes construidos encima de y debajo del suelo para guardar las cosechas, canales de riego, e implementos de piedra para preparar la tierra y para cultivar las plantas alimenticias domesticadas que incluían maní, zapallo, quinua, frijoles, ají, coca y otros alimentos.
Los sitios posteriores, de la Fase Tierra Blanca, fueron más permanentes y grandes, pero los movimientos de la población estaban mucho más restringidos. Esto es indicada por la presencia de materia prima local para los artefactos líticos, piedras de moler más grandes y numerosas, restos variados de comida vegetal y animal, y cinco o más estructuras de piedra, de planta rectangular, permanentes con segmentación interior. Esto implicaría viviendas, posiblemente de unidades domésticas mayores. La excavación de estas estructuras reveló pisos delgados de habitación de 3 a 10 cm, que también, indican ocupación continua o permanente.
En conjunto, estos datos indican un cambio desde el patrón de asentamiento de la Fase Pircas Temprana, de grandes bandas basadas en movimientos, probablemente estacionales,
entre las llanuras de la costa y las vertientes de los cerros a un patrón tardío circunscrito de grupos pequeños ubicados en distintos ambientes localizados a lo largo del ecotono entre la costa. En los sitios Las Pircas también, se recuperaron restos de zapallo silvestre y tal vez cultivado, maní, yuca, y diversas frutas silvestres no identificadas. Habían materiales exóticos en baja frecuencia (p.ej. concha marina, espinas de raya talladas, cristales de cuarzo, y materia prima lítica) que sugieren un contacto menor con áreas lejanas de la costa y de la sierra. Los sitios más tardíos y permanentes de la Fase Tierra Blanca brindaron, un lugar estable para que la gente mantuviera contactos y prolongados intercambios sociales y mejorara las condiciones para un posible crecimiento de la población.